# 古根海姆家族

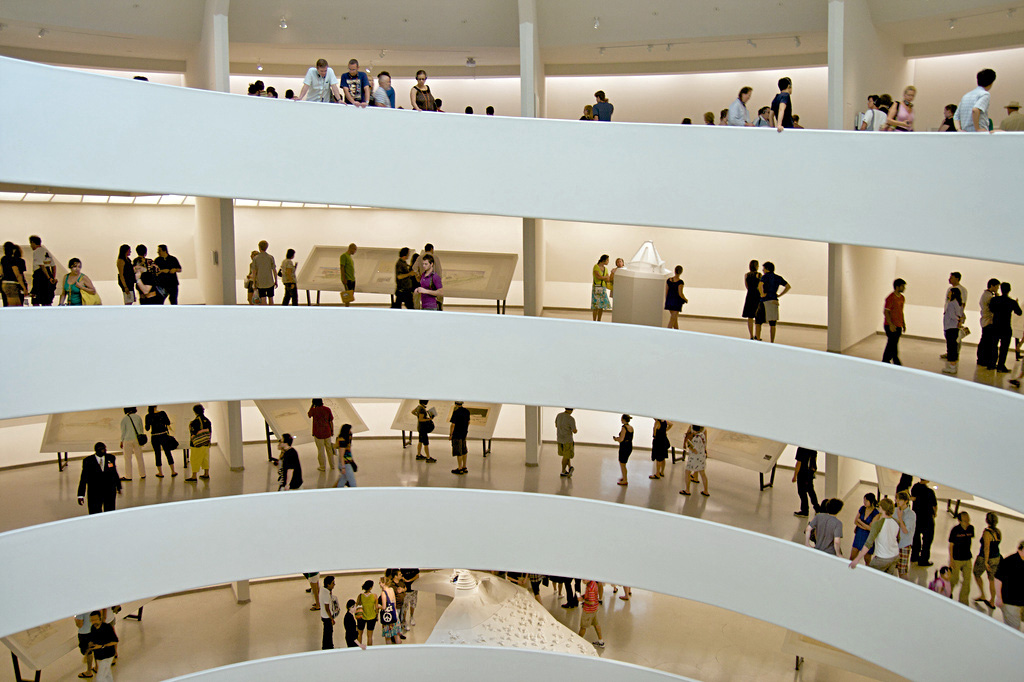
曼哈顿第五大道所罗门·R·古根海姆美术馆

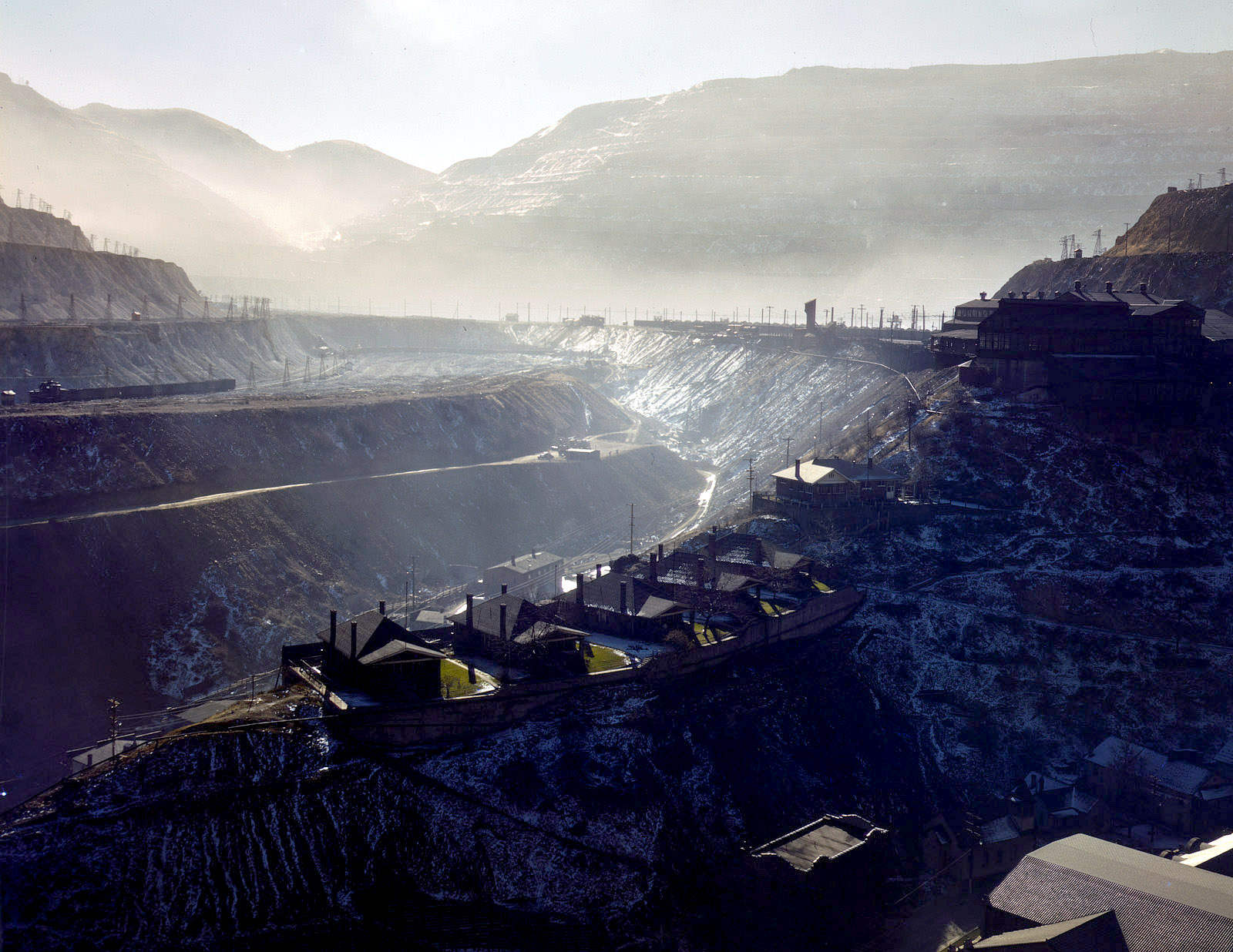
位于犹他州加菲尔德附近的一处ASARCO矿山

古根海姆家族是一个有着阿什肯纳兹犹太人血统的美国家族。可追溯的家族最早的成员是于1847年到达美国的迈耶·古根海姆，该家族以其成功的采矿业及冶炼业而全球知名。19世纪，该家族拥有的财富位于世界先列。后期，该家族以其慈善事业，及对现代艺术和航空业的贡献知名，其中包括古根海姆基金会，古根海姆航空试验室和贝聿铭所设计的位于纽约西奈山医院的古根海姆艺术馆 。第一次世界大战后，他们卖掉了全球的采矿业，收购了位于智利的一处硝酸盐矿山。接下来，家族大部分成员离开了商界。但家族的古根海姆投资公司，至今仍管理着约两千五百亿美元的资产。 家族的另一商业公司—古根海姆投资咨询，管理着大约五百亿美元的资产。

## 成员
迈尔·古根海姆（1828年–1905年）：有包括8个儿子在内的11个孩子，其中5个儿子活跃在家族生意当中：艾萨克、丹尼尔、莫瑞、所罗门·罗伯特和（约翰）西蒙。其他的三个儿子分别为：本杰明、罗伯特和威廉。他的3个女儿有：珍妮特、罗斯和坷垃。迈耶的11个孩子及孩子的配偶以及知名的后代如以下所列：
1. 艾萨克·古根海姆(1854年–1922年)
- 妻子：凯莉·索恩本 (1859年–1933年)
  - 比乌拉·V·古根海姆(1877年–1960年)
  - 伊迪丝·B·古根海姆(1880年–1960年)
  - 海琳·古根海姆(1886年–1962年)

2. 丹尼尔·古根海姆 (1856年–1930年); 在他父亲死后，丹尼尔成为了家族的带头人。
- 妻子：Florence Shloss (1863–1944)
  - 迈耶·罗伯特·古根海姆（英语：Meyer Robert Guggenheim） (1885年–1959年)
  - 哈利·弗兰克·古根海姆（英语：Harry Frank Guggenheim） (1890年–1971年)
    - 黛安·汉密尔顿（英语：Diane Hamilton） (1924年-1991年)

  - 格拉迪斯·埃莉诺·古根海姆·施特劳斯（英语：Gladys Eleanor Guggenheim Straus） (1895年–1980年)
  - 丈夫：罗杰·威廉姆斯·施特劳斯(1891–1957)
    - 小罗杰·威廉姆斯·施特劳斯 (1917年–2004年)

3. 莫瑞· 古根海姆(1858年–1939年)
- 妻子：蕾奥妮·伯恩海姆(1865年–1959年)
  - 爱德蒙·A·古根海姆 (1888年–1972年)
  - 妻子：玛丽昂·普莱斯(1888年–不详)
  - 露西尔·古根海姆 (1894年–1972年)

4. 所罗门·罗伯特·古根海姆 (1861年–1949年)：所罗门·R·古根海姆美术馆与古根汉基金会创始人。
- 妻子：艾琳·M·罗斯柴尔德 (1868年–1954年)
  - 莫里斯·古根海姆(1895年-2002年)：曾任南卡罗来纳州查尔斯顿市长
  - 妻子：夏洛特·温莎(1906年-2004年)
    - 菲利普·古根海姆(1932年–2012年)
      - 卡尔·古根海姆(1959年-)
      - 罗斯·古根海姆(1965年-)

    - 乔治·古根海姆(1937年–)
      - 罗伊·古根海姆(1962年-)
      - 迈克尔·古根海姆(1966年-2008年)

  - 埃莉诺·玛丽·古根海姆(1896年–1992年)
  - 丈夫：七世卡索·斯图尔特伯爵：亚瑟·斯图尔特（英语：Arthur Stuart, 7th Earl Castle Stewart）
    - 大卫·斯图尔特：斯图尔特子爵(1921年–1942年)
    - 罗伯特·斯图尔特：斯图尔特子爵(1923年–1944年)
    - 八世卡索·斯图尔特伯爵：亚瑟·斯图尔特（英语：Arthur Stuart, 8th Earl Castle Stewart）(1928年–)
      - 安德鲁·斯图尔特：斯图尔特子爵(1953年–)

    - 西蒙·斯图尔特阁下(1930年–2002年)

  - 格特鲁德·R·古根海姆(1898年–1966年)
  - 芭芭拉·约瑟夫·古根海姆(1904年–1985年)[3]
  - 丈夫：约翰·劳森：来自创建保卫尔牛肉汁（英语：Bovril）的约翰斯顿家族。

5. 珍妮特·古根海姆(1863年–1889年)
- 丈夫：艾伯特·格斯尔
  - 内蒂·格斯尔(1889年–?)

6. 班傑明·古根海姆 (1865年–1912年): 泰坦尼克号遇难者。
- 妻子：Florette Seligman (1870–1937)
  - 贝妮塔·罗莎琳·古根海姆(1895年–1927年)
  - 佩吉·古根海姆 (1898年–1979年)：佩姬·古根汉美术馆创始人。
  - 芭芭拉·黑兹尔·古根海姆 (1903年–1995年)
    - 芭芭拉·金·法罗
    - 约翰·金·法罗

7. 罗伯特·G·古根海姆(1867年–1876年)

8. 西蒙·古根海姆 (1867年–1941年)：曾是科罗拉多州参议员。
- 妻子：利马·凯拉姆(1882年–1977年)
  - 塞缪尔·古根海姆(1925年–1998年)
  - 欧文·古根海姆(1921年–1995年)

9. 威廉·古根海姆(1868年–1941年)

10. 露丝·古根海姆(1871年–1945年)
- 丈夫：艾伯特·洛玻（英语：Albert Loeb）
  - 哈罗德·A·洛玻(1891年–1974年)
  - 埃德温·M·洛玻(1894年–1966年)
  - 威拉德·E·洛玻(1896年–1958年)

11. 坷垃·古根海姆(1873年–1956年)
- 丈夫：路易斯·F·罗斯柴尔德(1869年–1957年)：L·F·罗斯柴尔德（英语：L.F. Rothschild）创始人；飞罗斯柴尔德家族一员。
  - 小路易斯·F·罗斯柴尔德(1900年–1902年)
  - 莫瑞尔·B·罗斯柴尔德(1903年–?)
- 丈夫：威廉姆·唐纳德·斯考特
  - 格温多林·F·罗斯柴尔德 (1906年–1983年)